# Кадагідзе Григорій Ілліч
Григорій Ілліч Кадагідзе (1910, місто Зестафоні, тепер Грузія — 11 травня 1989, місто Тбілісі, тепер Грузія) — грузинський радянський державний діяч, залізничник, секретар ЦК КП Грузії, начальник Закавказької залізниці. Член ЦК КП Грузії. Депутат Верховної ради Грузинської РСР. Депутат Верховної ради СРСР 5—9-го скликань.

## Життєпис
З 1926 року — помічник машиніста на залізниці.
У 1928—1934 роках — студент Закавказького інституту інженерів залізничного транспорту імені Леніна в Тифлісі.
З 1934 по 1935 рік працював бригадиром Каширського паровозного депо Московско-Донбаської залізниці.
У 1935—1937 роках — майстер Тифліського (Тбіліського) паровозовагоноремонтного заводу імені Й. В. Сталіна.
У 1937—1938 роках — заступник начальника, начальник Тульського паровозного депо Московско-Курської залізниці.
З 1938 року — начальник управління Народного комісаріату шляхів сполучення СРСР. З 1939 по 1944 рік — заступник начальника Московско-Курської залізниці імені Дзержинського; начальник військово-експлуатаційного управління, начальник управління експлуатації Московського залізничного вузла; заступник начальника Московсько-Рязанської залізниці.
Член ВКП(б) з 1940 року.
З 1944 року — начальник Московсько-Рязанської залізниці; 1-й заступник начальника Центрального округу залізниць; начальник Московско-Курської залізниці; начальник Московско-Курсько-Донбаської залізниці.
З серпня 1954 по січень 1956 року — начальник Закавказької залізниці.
21 січня 1956 — 27 вересня 1961 року — секретар ЦК КП Грузії.
У 1961—1978 роках — начальник Закавказької залізниці.
Потім — персональний пенсіонер союзного значення.
Помер 11 травня 1989 року.

## Звання
- генерал-директор тяги III рангу

## Нагороди
- два ордени Леніна (1942,)
- орден Жовтневої Революції
- орден Вітчизняної війни І ст.
- орден Вітчизняної війни ІІ ст.
- орден Трудового Червоного Прапора
- медалі